# Ла-Круа-Авраншен
Ла-Круа́-Авранше́н (фр. La Croix-Avranchin) — колишній муніципалітет у Франції, у регіоні Нормандія, департамент Манш. Населення — 462 осіб (2011).
Муніципалітет був розташований на відстані близько 280 км на захід від Парижа, 105 км на південний захід від Кана, 70 км на південь від Сен-Ло.

## Історія
До 2015 року муніципалітет перебував у складі регіону Нижня Нормандія. Від 1 січня 2016 року належав до нового об'єднаного регіону Нормандія.
1 січня 2017 року Ла-Круа-Авраншен, Аргуж, Карне, Монтанель, Вергонсе i Вільє-ле-Пре було приєднано до муніципалітету Сен-Жам.

## Демографія
Динаміка населення (INSEE ):
Розподіл населення за віком та статтю (2006):
| Стать | Всього | До 15 років | 15-24 | 25-44 | 45-64 | 65-85 | Понад 85 |
| --- | ------ | ----------- | ----- | ----- | ----- | ----- | -------- |
| Чоловіки | 236    | 44          | 24    | 64    | 60    | 44    | 0        |
| Жінки | 248    | 36          | 48    | 68    | 48    | 44    | 4        |
| \| Статево-вікова піраміда \| Статево-вікова піраміда \| Статево-вікова піраміда \| \| ----------------------- \| ----------------------- \| ----------------------- \| \| Чоловіки \| Вік \| Жінки \| \| 0 \| 85 + \| 4 \| \| 4 \| 80-84 \| 12 \| \| 12 \| 75-79 \| 8 \| \| 12 \| 70-74 \| 4 \| \| 16 \| 65-69 \| 20 \| \| 12 \| 60-64 \| 4 \| \| 8 \| 55-59 \| 16 \| \| 8 \| 50-54 \| 0 \| \| 32 \| 45-49 \| 28 \| \| 16 \| 40-44 \| 28 \| \| 12 \| 35-39 \| 8 \| \| 24 \| 30-34 \| 16 \| \| 12 \| 25-29 \| 16 \| \| 16 \| 20-24 \| 8 \| \| 8 \| 15-20 \| 40 \| \| 12 \| 10-14 \| 20 \| \| 16 \| 5-9 \| 8 \| \| 16 \| 0-4 \| 8 \| |        |             |       |       |       |       |          |
| Статево-вікова піраміда |        |             |       |       |       |       |          |
| Чоловіки | Вік    | Жінки       |       |       |       |       |          |
| 0 | 85 +   | 4           |       |       |       |       |          |
| 4 | 80-84  | 12          |       |       |       |       |          |
| 12 | 75-79  | 8           |       |       |       |       |          |
| 12 | 70-74  | 4           |       |       |       |       |          |
| 16 | 65-69  | 20          |       |       |       |       |          |
| 12 | 60-64  | 4           |       |       |       |       |          |
| 8 | 55-59  | 16          |       |       |       |       |          |
| 8 | 50-54  | 0           |       |       |       |       |          |
| 32 | 45-49  | 28          |       |       |       |       |          |
| 16 | 40-44  | 28          |       |       |       |       |          |
| 12 | 35-39  | 8           |       |       |       |       |          |
| 24 | 30-34  | 16          |       |       |       |       |          |
| 12 | 25-29  | 16          |       |       |       |       |          |
| 16 | 20-24  | 8           |       |       |       |       |          |
| 8 | 15-20  | 40          |       |       |       |       |          |
| 12 | 10-14  | 20          |       |       |       |       |          |
| 16 | 5-9    | 8           |       |       |       |       |          |
| 16 | 0-4    | 8           |       |       |       |       |          |

## Економіка
2010 року серед 311 осіб працездатного віку (15—64 років) 236 були активними, 75 — неактивними (показник активності 75,9%, у 1999 році було 69,1%). З 236 активних мешканців працювали 224 особи (119 чоловіків та 105 жінок), безробітними було 12 (6 чоловіків та 6 жінок). Серед 75 неактивних 26 осіб було учнями чи студентами, 35 — пенсіонерами, 14 були неактивними з інших причин.

У 2010 році в муніципалітеті числилось 178 оподаткованих домогосподарств, у яких проживали 462,0 особи, медіана доходів виносила 16 937 євро на одного особоспоживача